# Ernst August Pardey
Ernst August Pardey (auch: August Pardey; * 1736 in Hannover; † 17. März 1775 ebenda) war ein evangelisch-lutherischer Pastor und Autor.

## Leben

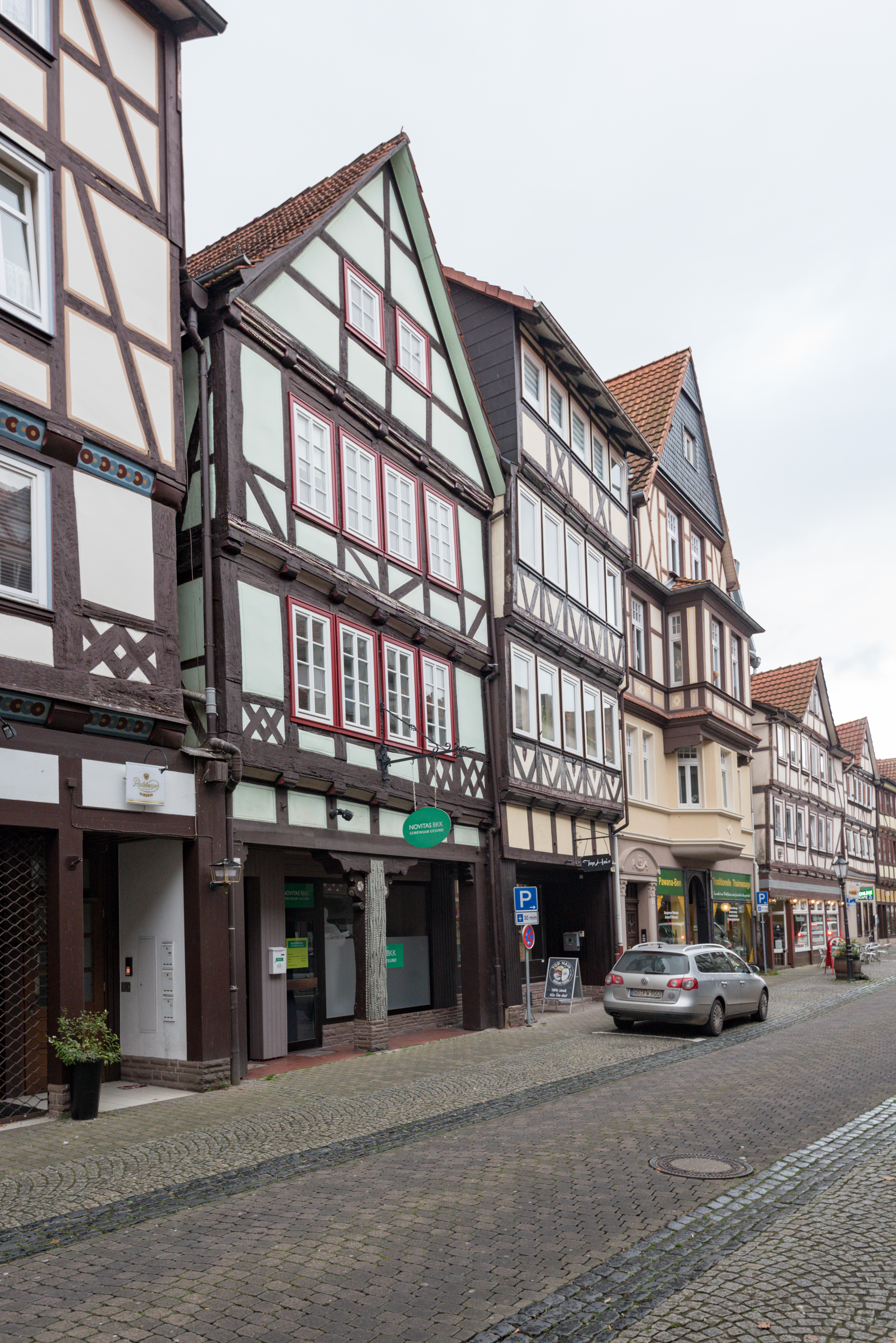
Das Haus 111, heute Burgstraße 13 (drittes Haus von links) in Hann. Münden war das Wohnhaus der Pardeys

Der zur Zeit des Kurfürstentums Braunschweig-Lüneburg geborene Ernst August Pardey kam 1736 in Hannover zur Welt als Sohn des Nicolaus Friedrich Pardey, Bürger und Schneideramtsgenosse der Stadt. Pardey durchlief seine erste Ausbildung  an der Neustädter Schule in der Calenberger Neustadt. Dort offerierte sein Vater und dessen Ehefrau Magdalene Charlotte, geborene Strohmeyer, zu Beginn der 1750er Jahre mehrfach in den Hannoverischen Gelehrten Anzeigen unter der Rubrik Sachen, so zu verkaufen ihr in der Beckerstraße belegenes Wohnhaus nebst Hof. Laut dem im Stadtarchiv Hannover aufbewahrten Hypothekenbuch der Neustadt verkaufte Nicolaus Friedrich Pardey bald darauf auch seinen für drei Personen ausgelegten eigenen Kirchenstuhl, einen „Gitter Stuhl“ in der Neustädter Hof- und Stadtkirche St. Johannis, am 11. Juni 1754 an den wohlhabenden Bäcker und späteren Stiftungsbegründer Johann Jobst Wagener, Namensgeber der Johann Jobst Wagenerschen Stiftung.
Wenig später zog Ernst August Pardey im Jahr 1756 nach Göttingen, um an der dortigen Universität zu studieren. Auf den Rat des Göttinger Hochschullehrers Johann David Michaelis plante Pardey anfangs eine ausschließlich wissenschaftliche Karriere als Theologe, wurde während des Siebenjährigen Krieges jedoch im Jahr 1759 als Garnisonprediger nach Münden berufen, wo er zudem als Stadtprediger an der dortigen St.-Aegidien-Kirche als Nachfolger des Predigers Albrecht Diterich Friese wirkte.
In Münden heiratete Pardey am 18. November 1760 in der Kirche St. Blasii oder zehn Tage später am 28. November 1760 in der Kirche St. Aegidii die Maria Henriette, Tochter des Kaufmanns und Kirchenvorstehers Johann Henrich Gebing. Das Ehepaar bewohnte das Haus mit der Nummer 111 in der Kernstadt Mündens.
1768 in dem Jahr wechselte das Mündener Haus 111 den Eigentümer von dem Advocat und Auditeur Mitthoff an „Strohmeyer, Johann David Ehefrau Christine Elisabeth geb. Hardege“ - oder 1769 wechselte Pardey - seine Nachfolge in Münden übernahm Friedrich Wilhelm Krohne - nach Celle an die dortige Stadtkirche als Nachfolger von Johann Heinrich Bode. Er selbst wurde schon 1771 durch Joachim Friedrich Lehzen ersetzt, da er ab demselben Jahr als Geistlicher an der Kreuzkirche in Hannover wirkte.
Pardeys veröffentlichte Reden wie etwa Andachten. Sie wurden zum Teil mit zahlreichen Holzschnitten-Vignetten illustriert.
Nach dem Tode von Ernst August Pardey bewohnte „Pardey, Wwe“, die Pastors-Witwe ab 1788 erneut das Haus 111 in Münden als ihr Eigentum. Ab 1802 war Johann Mathias Bolenius neuer Eigentümer. Die Adresse des erhaltenen Fachwerkhauses lautete im Jahr 1902 Burgstraße 44 und ist heute die Burgstraße 13.

## Nachkommen
Pardey hatte den in Münden geborenen Sohn August Pardey, auch August Pardei geschrieben. Dieser schrieb sich am 23. Oktober 1789 an der Universität Göttingen zunächst zum Studium der Theologie ein. Im Sommersemester 1793 hatte August Pardey das Kolleggeld als Hörer der Experimentalphysik bei Georg Christoph Lichtenberg gezahlt.

## Schriften (Auswahl)
- Abschieds-Predigt / von Ernst August Pardey, gewesenen Pastor zu St. Aegidien und Garnison-Prediger in Münden nunmehro Prediger an der Stadt-Kirche in Zelle, Zelle: Gsellius, 1769; Digitalisat der Universitäts- und Landesbibliothek Sachsen-Anhalt
- Antrits-Predigt / von Ernst August Pardey, gewesenen Pastor zu St. Aegidien und Garnison-Prediger in Münden nunmehro Stadt-Prediger in Zelle, Zelle: George Conrad Gsellius, 1769; Digitalisat
- Die rechte Anwendung des Lebens. Eine Predigt am funfzehnten Sonntage nach Trinitatis 1770. gehalten / von Ernst August Pardey, Prediger an der Stadt-Kirche zu Zelle im Lüneburgischen, Zelle: Gsellius, [1770]; Digitalisat
- Heilsame Entschließungen / von Ernst August Pardey, Pastor an der Creuz-Kirche in Hannover, 1. und 2. Teil, Hamburg: Gotthilf Christian Berth, 1772; Digitalisat der SUB
- Die väterliche Vorsorge Gottes für die Armen in theuren Zeiten / eine Predigt den 28ten Jan. 1772. im hiesigen Waysenhause gehalten / von Ernst August Pardey Pastor an der Creuzkirche in Hannover, Hannover: Schmidt, 1772
- Communion – Andachten, 2., verbesserte Auflage, Hannover: Johann Wilhelm Schmidt, 1776
- Ernst August Pardey Erbauungs-Schriften, Erster Theil, 1. Leben, Character, und Schriften des Verfaßers. 2. Heilsame Entschließungen, Zwote verbesserte und mit dem Leben des Verfassers vermehrte Auflage, Hannover: Johann Wilhelm Schmidt, 1776; Digitalisat
- Eilf Passionspredigten / von Ernst August Pardey, weyl. Pastor an der Kreuzkirche zu Hannover, Hannover: Johann Wilhelm Schmid, 1779; Digitalisat der SUB
- Todes-Betrachtungenn auf alle sieben Tage der Wochen, 3., verbesserte Auflage, Hannover: Schmidt, 1780
- Uebungen der Andacht fuer Kranke und Sterbende,  von ..., Zweyte Auflage, Hannover: Johann Wilhelm Schmidt, [1782]